# Gornje Retje
Gornje Retje – wieś w Słowenii, w gminie Velike Lašče. W 2018 roku liczyła 23 mieszkańców.